# Ходжес, Джим
Джим Ходжес (англ. Jim Hodges; род. 1957, Спокан, США, живёт и работает в Нью-Йорке) — современный американский художник.

## Образование
- 1980 — Fort Wright College, Спокан.
- 1986 — Pratt Institute, Бруклин.

## Творчество
- Концептуальный художник Джим Ходжес является автором скульптур, инсталляций и энвайронментов. Он стал известен в начале 1990-х благодаря элегантным композициям из повседневных предметов. Обычно, при создании произведений, он работает с самыми обыкновенными недорогими материалами, которые можно найти в любом магазине — цветами из ткани, бумажными салфетками, цепочками, цветными лампочками, зеркалами. Например, настенная скульптура Everything and Nothing (1999) собрана из настенных часов разного размера. Часы представляют планеты солнечной системы и показывают разное время.
- Работа and still this (2005—2008) объединяет качества живописи, скульптуры и энвайронмента: зритель оказывается окруженным дугой из десяти полотен большой высоты. Ходжес использовал сусальное золото, чтобы создать декоративное изображение, напоминающее пейзаж — в нём можно угадать силуэты деревьев, воду, свет и тени. Работа находится в коллекции Музея изобразительных искусств в Далласе.
- Одно из самых больших произведений Ходжеса — монументальная скульптура Look and See из нержавеющей стали, временно установленная на площади перед гостиницей Ритц-Карлтон на Нижнем Манхэттене. Эта работа весит девять тонн, имеет изогнутую форму, включает характерные для Ходжеса отсылки к камуфляжу, разбитым зеркалам и вырезанию.

## Персональные выставки
| - 2009 Центр Помпиду, Париж; Irish Museum of Modern Art, Дублин; Camden Art Centre, Лондон - 2009 Aspen Art Museum, Аспен - 2008 Anthony Meier Fine Arts, Сан-Франциско - 2008 CRG Gallery, Нью-Йорк - 2008 Stephen Friedman Gallery, Лондон - 2005 Universal Experience: Art, Life and the Tourist’s Eye, Музей современного искусства Чикаго, Hayward Gallery, Лондон - 2005 Jim Hodges: this line to you, Сантьяго-де-Компостела - 2004 Don’t Be Afraid, Worcester Art Museum, Вустер - 2003 Tang Teaching Museum, Art Gallery at Skidmore College, Саратога-Спрингс - 2003 Weatherspoon Art Museum, Гринсборо; Museum of Contemporary Art, Кливленд - 2003 Stephen Friedman Gallery, Лондон - 2003 Returning, Art Pace, Сан-Антонио | - 2003 Colorsound, Addison Gallery of American Art, Phillips Academy, Эндовер - 2003 Jim Hodges, Henry Art Gallery, Сиэтл - 2002 Jim Hodges: Constellation of an Ordinary Day, Jundt Art Museum, Gonzaga University, Спокан - 2002 this and this, CRG Gallery, Нью-Йорк - 2002 like this, Dieu Donné Papermill, Нью-Йорк - 2002 Subway Music Box, Eastern Washington State Historical Society /Cheney Cowle Museum, Спокан - 2002 Subway Music Box, The CCAC Institute, Capp Street Project, Окленд - 2001 Camargo Vilaca, Сан-Паулу - 2000 Anthony Meier Fine Arts, Сан-Франциско - 2000 California College of Arts and Crafts, Окленд - 1999 Miami Art Museum, Майами - 1999 Marc Foxx Gallery, Лос-Анджелес - 1999 every way, Museum of Contemporary Art, Чикаго, Institute of Contemporary Art, Бостон | - 1998 CRG Art, Inc., Нью-Йорк - 1998 Jim Hodges: Welcome, The Kempner Museum of Contemporary Art, Канзас-Сити - 1997 Galerie Ghislaine Hussenot, Париж - 1997 SITE Santa Fe, Санта-Фе - 1996 yes, Marc Foxx, Санта-Моника - 1996 States, The Fabric Workshop & Museum, Филадельфия - 1995 CRG Art, Inc., Нью-Йорк - 1995 Center for Curatorial Studies, Bard College, Аннандейл-на-Гудзоне - 1994 Everything For You, Interim Art, Лондон - 1994 A Diary Of Flowers, CRG Art, Inc., Нью-Йорк - 1992 New Aids Drug, Het Apollohuis, Эйндховен - 1991 White Room, White Columns, Нью-Йорк - 1989 Historia Abscondita, Gonzaga University Gallery, Спокан - 1986 Master of Fine Arts Thesis Exhibition, Pratt Institute, Нью-Йорк |

## Публичные коллекции
- Художественный институт Чикаго
- The Capital Research Group, Лос-Анджелес
- Chase Manhattan Bank, Нью-Йорк
- Fonds Régional des Pays de la Loire, Нант
- The Milwaukee Art Museum, Милуоки
- Центр Жоржа Помпиду, Париж
- Музей современного искусства, Нью-Йорк
- The Philadelphia Museum of Art, Филадельфия
- The Saint Louis Art Museum, Сент-Луис
- Музей искусства Далласа (недоступная ссылка)
- The San Francisco Museum of Modern Art, Сан-Франциско
- Los Angeles County Museum of Art, Лос-Анджелес
- Музей современного искусства, Лос-Анджелес
- The Hirshhorn Museum and Sculpture Garden (недоступная ссылка), Вашингтон
- The Miami Art Museum, Майами
- The Kempner Museum of Contemporary Art, Канзас-Сити
- Музей современного искусства Чикаго
- Музей Гуггенхайма, Нью-Йорк
- Cleveland Museum of Art (недоступная ссылка), Кливленд

## Гранты и награды
- 2006 AICA, Association Internationale des Critiques d’art
- 2001 Albert Ucross Prize
- 2000 California College of Arts and Crafts, Capp Street Project Artist in Residence, Окленд
- 1999 Washington State Arts Commission
- 1995 The Louis Comfort Tiffany Foundation
- 1994 Penny McCall Foundation Grant
- 1992 Mid Atlantic Arts Foundation, NEA; Paintings and Works on paper Regional Fellowship